# Миура-рю
Миура Ёсин-рю (яп. 三浦楊心流) — древняя школа дзюдзюцу, классическое японское боевое искусство (корю), основанное приблизительно в 1610 году мастером по имени Накамура Сакёдаю Ёсикуни.

## История
Миура Ёсин-рю является одной из древнейших школ дзюдзюцу. Предположительно, она была основана в 1610 году мастером по имени Накамура Сакёдаю Ёсикуни. Место создания стиля Мира Ёсин-рю является Нагасаки, где была гораздо более известная школа Акияма Ёсин-рю, из-за чего зачастую возникает много путаниц. Чаще всего боевое искусство Накамура Сакёдаю упоминается под именем Ёсин Корю (яп. 楊心古流). Впоследствии, после переезда в деревню Миура, Накамура сменил имя на Миура Ёсин (яп. 三浦 楊心), поэтому в дальнейшем школа чаще именуется как Миура-рю (яп. 三浦流) или Миура Ёсин-рю (яп. 三浦楊心流). Как заявлял сам Миура Ёсин, его школа является комбинацией техник Тайо-рю, знаний из китайских боевых искусств и медицины, полученных при проживании в Нагасаки и в соседней деревне Миура.
После смерти Миура Ёсина (где-то между 1640—1650 годами), двое из его учеников продолжили традиции школы. Один открыл додзё в Осака и преподавал систему под названием Миура-рю, другой же использовал имя Ёсин-рю. Однако достоверно неизвестно, действительно ли они обучались у мастера Миура Ёсина или просто воспользовались его именем.
Другим известным сокэ школы является Абэ Канрю (1712—1770). Исходя из разницы во времени, Канрю не мог быть прямым учеником Миура Ёсина, следовательно определённое количество глав школы утеряны в истории. Известно, что от него школа перешла к Эгами Цукаса Уманосукэ Такэцунэ (1747—1795), который после смерти учителя взял его имя. В возрасте 21 года он перебрался в Эдо и открыл додзё, где и преподавал традиции школы.
После смерти Эгами Цукаса 7 июня 1795 года, его преемником стал Тоцука Хикоэмон Хидэдзуми (1772—1847). Он сменил название школы на Эгами-рю. В дэнсё, принадлежащим Тоцука Хидэдзуми, он указан как 8-й сокэ школы Ёсин-рю. Если эти сведения верны, то между Абэ Канрю и Накамура Сакёдаю лежит 4-е поколения.
Сын Тоцука Хидэдзуми, Хикосукэ Хидэтоси (1812—1886), вернул школе прежнее название — Ёсин-рю. Поздние записи именуют стиль как Тоцука-ха Ёсин-рю или просто Тоцука-рю. Хикосукэ Хидэтоси передал традиции школы 10-му главе школы, Тоцука Хикокуро Хидэми (1842—1909). Помимо него, мэнкё кайдэн получил Имада Масаёси. Его ученик, Каная Мотоёси (1843—1904), впоследствии стал сиханом Дай Ниппон Бутокукай. Туда же вошел Масамидзу Инадзу, с которым поддерживал дружественные отношения Сигэта Обата, основатель линии Обата-ха Синдо Ёсин-рю.
Утверждают, что у Тоцука Ёсин-рю существует ответвление: Тэнсин Ёсин-рю. Последней реальной школой периода Эдо, на которую оказал влияние стиль Ёсин Корю, является Синдо Ёсин-рю.
Каная Мотоёси умер в начале XX века. Существует утверждение, что традиции школы были переданы 12-му сокэ, однако техники стиля более не практикуются. Тем не менее, методы Миура-рю (или Тоцука Ёсин-рю) были включены в Кодокан Дзюдо. Всего школа насчитывает около 112 приёмов борьбы.